# Личи (Латвия)
Личи (латыш. Līči) — населённый пункт в Прейльском крае Латвии. Административный центр Прейльской волости. Находится у западной окраины города Прейли вблизи региональных автодорог P62 (Краслава—Прейли—Мадона) и P63 (Ливаны—Прейли). Расстояние до города Прейли составляет около 2 км. По данным на 2018 год, в населённом пункте проживало 312 человек.

## История
В советское время населённый пункт был центром Прейльского сельсовета Прейльского района. В селе располагалась центральная усадьба колхоза им. Ленина.